# Neocalanus gracilis
Neocalanus gracilis är en kräftdjursart som först beskrevs av James Dwight Dana 1849.  Neocalanus gracilis ingår i släktet Neocalanus och familjen Calanidae. Inga underarter finns listade i Catalogue of Life.